# Fußball-Weltmeisterschaft 2030
Die Endrunde der 24. Fußball-Weltmeisterschaft der Männer (offiziell 2030 FIFA World Cup) soll im Jahr 2030 ausgetragen werden. Erstmals wird eine Weltmeisterschaft (WM) auf drei Kontinenten stattfinden, wobei Marokko, Portugal und Spanien als Hauptgastgeber fungieren. Drei weitere Spiele sollen anlässlich des 100. Jubiläums der Fußball-WM in Südamerika stattfinden: das Jubiläumsspiel in Uruguay, als Gastgeber und Gewinner der ersten WM 1930, und je eines in Argentinien, als Finalist der WM 1930, und in Paraguay, als Sitz des südamerikanischen Verbandes CONMEBOL. Eine endgültige Bestätigung der Austragungsorte erfolgte am 11. Dezember 2024 gemeinsam mit der Entscheidung über die Vergabe der WM 2034.

## Bewerbungsverfahren und Vergabe
Das Bewerbungsverfahren startete im zweiten Quartal 2022. Da die Weltmeisterschaft 2022 in Katar stattfand und die Weltmeisterschaft 2026 vom kanadischen, mexikanischen und US-amerikanischen Verband organisiert wird, waren Bewerbungen aus den entsprechenden Kontinentalverbänden AFC und CONCACAF gemäß der Regularien der FIFA für die Weltmeisterschaft 2030 nicht zugelassen. Es gab zwei Interessenten, eine südamerikanische Bewerbung und eine Bewerbung von Europa und Afrika.

### Argentinien, Chile, Paraguay und Uruguay
Bereits 2013 gaben der argentinische und uruguayische Fußballverband ihr Interesse bekannt, das Turnier im Jahr 2030 auszurichten.
Ende August 2017 hatte der paraguayische Staatspräsident Horacio Cartes angekündigt, sich einer Bewerbung anschließen zu wollen.
Anlässlich des FIFA-Kongresses vor der WM 2018 lud der südamerikanische Kontinentalverband zur Werbeveranstaltung für die Kandidatur von Argentinien, Uruguay und Paraguay unter der Überschrift „2030 Juntos“ („2030 gemeinsam“). Im Februar 2019 gab der chilenische Fußballverband bekannt, sich dem bestehenden Bewerbertrio anschließen zu wollen.
Diese vier Staaten gaben am 2. August 2022 offiziell ihr Interesse bekannt, sich als Ausrichter der Jubiläumsweltmeisterschaft 2030 zu bewerben. Die Bewerbung wurde 2023 bei der FIFA eingereicht. Zuvor war eine gemeinsame Bewerbung Argentiniens und Uruguays angedacht worden.

### Portugal, Spanien und Marokko
Am 7. Oktober 2020 gaben Portugal und Spanien ihre offizielle Bewerbung für die Endrunde der WM 2030 bekannt. Spitzenvertreter beider Verbände unterzeichneten vor dem Länderspiel der Nationen (Portugal gegen Spanien 0:0) in Lissabon einen entsprechenden Vertrag. Es ist der zweite gemeinsame Versuch, nach der Bewerbung für die WM 2018, den Zuschlag für das Turnier zu erhalten. Anfang Oktober 2022 wurde berichtet, dass sich die Ukraine der Bewerbung anschließen wird. Mitte März 2023 wurde bekannt, dass statt der Ukraine nun Marokko dritter Co-Bewerber sein wird. Das marokkanische Ministerium für Jugend und Sport bestätigte zuvor, dass es beabsichtigte, nach der Niederlage um die Vergabe 2026 für 2030 zu kandidieren. Ende Oktober 2023 trafen sich die Verbandsspitzen im marokkanischen Rabat und reichten eine offizielle Absichtserklärung zur gemeinsamen Austragung ein. Eine offizielle Bewerbung soll demnach Ende November 2023 abgegeben werden.

### Auswahl
Ursprünglich sollte auf dem 74. FIFA-Kongress im Jahr 2024 der Gastgeber ausgewählt werden. Am 4. Oktober 2023 entschied der FIFA-Rat, das Turnier in sechs Staaten auf drei Kontinenten stattfinden zu lassen; Portugal, Spanien und Marokko erhielten den Zuschlag, einen Großteil der WM 2030 als Gastgeber auszutragen. Drei weitere Spiele, darunter das Eröffnungsspiel, werden in Südamerika stattfinden. Die Austragung des Turniers auf drei Kontinenten stellt ein Novum in der Geschichte der Fußball-Weltmeisterschaft dar. Der FIFA-Kongress nahm den Vorschlag in einer digitalen Sitzung am 11. Dezember 2024 an. Am Verfahren der Doppelvergabe der Weltmeisterschaften 2030 und 2034 gab es breite Kritik (siehe Kritik an der Vergabe der Fußballweltmeisterschaft 2034).

## Spielorte

### Südamerika / 100-Jahr-Feier
Das Spiel zum 100-jährigen Jubiläum der Fußball-Weltmeisterschaft soll in Montevideo, voraussichtlich im Estadio Centenario stattfinden.
| Montevideo |

| Argentinien |

| Paraguay |

| Montevideo |

| Argentinien |

| Paraguay |

### Marokko
Marokko plant die Renovierung von sechs Stadien sowie den Neubau einer Anlage. Neben der Weltmeisterschaft sollen die sechs Spielstätten auch für den Afrika-Cup 2025 genutzt werden. Die ausgewählten Spielstätten sind das Grand Stade de Tanger (Tanger), das Stade Mohammed V (Casablanca), das Stade Moulay Abdallah (Rabat), das Stade Adrar (Agadir), das Stade de Marrakech (Marrakesch) und das Stade du Complexe Sportif de Fès (Fès). Bis 2025 sollen die sechs Stadien den Anforderungen der Confédération Africaine de Football (CAF) entsprechen und bis 2028 die Standards der FIFA erfüllen. Der Neubau Grand Stade Hassan II soll in Benslimane (nahe Casablanca) mit 115.000 Plätzen entstehen. Für die erste Phase von 2023 bis 2025 wird ein Budget von 9,5 Mrd. Marokkanische Dirham (rund 861 Mio. Euro) bereitgestellt. Für die zweite Phase (2025 bis 2028) sind 4,5 bis sechs Mrd. Dirham eingeplant. Der Neubau soll für rund fünf Mrd. Dirham (etwa 453 Mio. Euro) errichtet werden.

### Spanien
Am 14. Juli 2022 gab der spanische Verband Real Federación Española de Fútbol (RFEF) eine Shortlist von 15 potentiellen WM-Stadien für die damalige Bewerbung mit Portugal bekannt. Im Juli 2024 gab der RFEF eine Liste von elf möglichen Spielstätten bekannt. Von der Shortlist wurden Vigo, Gijón, Valencia und Murcia gestrichen. Am 12. Juli 2025 zog die Stadt Málaga ihre Bewerbung, in Abstimmung mit dem FC Málaga, zurück.
- A Coruña – Estadio Riazor
- Barcelona – Camp Nou
- Bilbao – Estadio de San Mamés
- Cornellá-El Prat – RCDE Stadium
- Donostia-San Sebastián – Estadio Anoeta
- Gijón – Estadio El Molinón-Enrique Castro Quini
- Las Palmas de Gran Canaria – Estadio de Gran Canaria
- Madrid – Estadio Metropolitano
- Madrid – Estadio Santiago Bernabéu
- Málaga – Estadio La Rosaleda
- Murcia – Estadio Nueva Condomina
- Saragossa – Estadio La Romareda
- Sevilla – Estadio de La Cartuja
- Valencia – Estadio Nou Mestalla
- Vigo – Estadio Balaídos

### Portugal
Am 19. März 2024 gab der portugiesische Verband Federação Portuguesa de Futebol (FPF) die drei voraussichtlichen Stadien für die WM bekannt. Die drei, damals neuen, Spielstätten kamen bei der Fußball-Europameisterschaft 2004 zum Einsatz. Es soll keine Investitionen für große Ausbauten geben, da man das Finale nicht ausrichten werde. Man macht sich aber Hoffnung, ein Halbfinale zu veranstalten. Die Clubs der Stadien werden zur Modernisierung in die Bauten investieren.
- Lissabon – Estádio da Luz
- Lissabon – Estádio José Alvalade XXI
- Porto – Estádio do Dragão

## Teilnehmer

### Überblick
An der Endrunde der Weltmeisterschaft werden voraussichtlich 48 Mannschaften teilnehmen. Voraussichtlich werden die Startplätze, wie bei der WM 2026, unter den Konföderationen wie folgt verteilt:
- Europa: 16 Startplätze
- Afrika: 9 Startplätze
- Asien (einschl. Australien): 8 Startplätze
- Südamerika: 6 Startplätze
- Nord- und Mittelamerika, Karibik: 6 Startplätze
- Ozeanien: 1 Startplatz

Zwei weitere Startplätze werden voraussichtlich bei einem Play-off-Turnier unter sechs Staaten ausgespielt.
Nach derzeitigen Stand sieht die FIFA vor, dass Marokko, Portugal und Spanien als Gastgeber der WM automatisch qualifiziert sein sollen. Daneben sollen auch Uruguay, Argentinien und Paraguay als Gastgeber der 100-Jahr-Feier direkt qualifiziert sein. Die jeweiligen Startplätze werden aus den Startplatzkontingenten der jeweiligen Konföderationen abgezogen.
Im März 2025 wurde bekannt, dass es bei der FIFA offenbar Überlegungen gibt, die Teilnehmerzahl der WM auf 64 zu erhöhen.

### Endrundenteilnehmer
(Stand: 10. Oktober 2023)
| 8 AFC (Asien)                                                    |          |             |          |  |  |  |  |  |  |
| 9 CAF (Afrika) (inklusive Gastgeber)                             | Marokko  |             |          |  |  |  |  |  |  |
| 6 CONCACAF (Nord-, Mittelamerika und Karibik)                    |          |             |          |  |  |  |  |  |  |
| 6 CONMEBOL (Südamerika) (inklusive Gastgeber der 100-Jahr-Feier) | Uruguay  | Argentinien | Paraguay |  |  |  |  |  |  |
| 1 OFC (Ozeanien)                                                 |          |             |          |  |  |  |  |  |  |
| 16 UEFA (Europa) (inklusive Gastgeber)                           | Portugal | Spanien     |          |  |  |  |  |  |  |
| 16 UEFA (Europa) (inklusive Gastgeber)                           |          |             |          |  |  |  |  |  |  |

## Spielplan
Die drei Spiele in Südamerika zur 100-Jahr-Feier sollen einige Tage vor den Eröffnungsspielen der WM in Marokko, Portugal und Spanien stattfinden. So sollen die sechs Mannschaften elf bis zwölf Tage Zeit zur Regeneration und Anreise zum zweiten Spiel haben. Für die anderen Mannschaften sind je fünf bis sechs Tage für Regeneration und Reisen eingeplant. Dennoch soll die Abstellungsperiode für Spieler im Vergleich zur WM 2026 unverändert bleiben.
Der vorläufige Plan lautet wie folgt:
- 8. / 9. Juni 2030: 100-Jahr-Feier und Auftaktspiele von Uruguay in Montevideo, Argentinien im eigenen Land und Paraguay im eigenen Land
- 13. / 14. Juni 2030: Eröffnungsfeier und Eröffnungsspiel(e) der FIFA Fußball-Weltmeisterschaft 2030
- 15. / 16. Juni 2030: Auftaktspiele der anderen Teams der Gruppen Uruguays, Argentiniens und Paraguays
- 21. / 22. Juni 2030: Zweite Gruppenspiele aller Teams der Gruppen Uruguays, Argentiniens und Paraguays
- 21. Juli 2030: Finale der FIFA Fußball-Weltmeisterschaft 2030